# Japan Football League
Con il nome Japan Football League si indicano due leghe calcistiche giapponesi fondate nel corso degli anni novanta: la prima (denominata ufficialmente ジャパンフットボールリーグ - Japan Futtobōru Rīgu) ha rappresentato dal 1992 al 1998 il secondo livello del campionato giapponese di calcio, la seconda (denominata 日本フットボールリーグ - Nihon Futtobōru Rīgu) è stata dal 1999 al 2013 il terzo livello del campionato giapponese, per poi diventarne dal 2014 il quarto a seguito della creazione della J3 League. Sebbene la lega sia ufficialmente a carattere dilettantistico, in essa partecipano anche squadre professionistiche che possiedono lo status di membro associato della J. League.

## Storia
Quando la Japan Football Association decise di creare un campionato professionistico di calcio, la Japan Soccer League (JSL), la massima serie fino alla stagione 1991-1992, fu riorganizzata in due nuovi campionati. Uno fu la nuova massima serie professionistica nota come J. League, mentre l'altra diventò la Japan Football League.
Delle 28 squadre che militavano nelle 2 divisioni della JSL, 9 insieme all'indipendente Shimizu S-Pulse vennero iscritte alla J. League, una (Yomiuri Junior) venne fusa con un'altra squadra, e le altre 18 vennero iscritte alla JFL insieme a Osaka Gas e Seino Transportation, i vincitori dei play-off dei campionati regionali.
Alla fine del 1998 venne creata la J. League Division 2. Delle 16 squadre che disputarono l'ultima stagione della JFL, 9 vennero promosse nella nuova J2 mentre le altre 7 restarono in JFL che era diventato, con la creazione della J2, il terzo livello del calcio giapponese. Queste sette, lo Yokogawa Denki (vincitore dei play-off dei Campionati Regionali) e lo Yokohama F.C. presero parte alla stagione inaugurale 1999.
Le 9 squadre che militarono nella prima stagione furono: Denso F.C., Honda Giken F.C., Jatco F.C., Kokushikan University F.C., Mito HollyHock, Otsuka Pharmaceutical F.C., Sony Sendai F.C., Yokohama F.C. e Yokogawa Denki F.C..

## Promozioni dalla JFL
Finché era il terzo livello del campionato giapponese, un club di JFL poteva essere promosso in J. League Division 2 solo se soddisfaceva i seguenti criteri:
- è membro associato della J. League;
- termina la stagione tra le prime 2 in Japan Football League (fino al 2012 tra le prime 4);
- supera l'ispezione finale della J. League.

Inoltre, dal 2012 al 2013, fatti salvi i suddetti criteri, la 1ª classificata al termine del campionato veniva promossa automaticamente in J. League 2, mentre la 2ª effettuava uno spareggio con la 21ª classificata in J. League 2.
A partire dal 2014, un club di JFL può essere promosso in J3 League se possiede i seguenti requisiti:
- aver giocato in JFL per almeno una stagione;
- possedere lo status J. League 100 Year Plan;
- finire tra le prime 4 della tabella combinata JFL e al 1º o 2º posto tra i membri associati;
- avere un'affluenza casalinga media di almeno 2000 spettatori (con merito se si raggiunge quota 3000)
- avere un utile annuale di 150 milioni di yen;
- superare l'esame di licenza condotto dalla J. League.

## Retrocessioni dalla JFL
Le ultime due classificate potrebbero affrontare uno spareggio retrocessione/promozione contro le migliori squadre dei Campionati Regionali. Il numero di squadre che partecipano agli spareggi varia a seconda del numero di squadre promosse in J3 o ritiratesi dalla JFL.

## Squadre partecipanti
Sono 34 le squadre ad aver preso parte alle 12 edizioni della JFL come 4º livello del sistema calcistico giapponese (in grassetto sono evidenziate le squadre militanti nella JFL 2025):
- 12 volte:  Honda,  Maruyasu Okazaki,  Minebea Mitsumi,  Reilac Shiga FC,  Verspah Ōita,  Yokogawa Musashino
- 11 volte:  Sony Sendai
- 10 volte:  ReinMeer Aomori
- 9 volte:  Veertien Mie
- 8 volte:  FC Osaka,  Nara Club
- 7 volte:  Atletico Suzuka
- 5 volte:  Briobecca Urayasu,  Kochi Utd,  Ryutsu Keizai Dragons,  Tiamo Hirakata,  Tochigi City,  Vanraure Hachinohe
- 4 volte:  Criacao Shinjuku,  Kagura Shimane
- 3 volte:  Azul Claro Numazu,  Fagiano Okayama Next,  Imabari,  Okinawa SV,  Tegevajaro Miyazaki
- 2 volte:  Iwaki,  Kagoshima Utd,  SP Kyoto
- 1 volta:  Asuka,  Cobaltore Onagawa,  Iwate Grulla Morioka,  Kariya,  Renofa Yamaguchi,  Yokohama SCC

## Squadre partecipanti 2024
- Briobecca Urayasu
- Criacao Shinjuku
- Honda
- Honda Lock
- Kochi Utd
- Maruyasu Okazaki
- Okinawa SV
- Reilac Shiga FC
- ReinMeer Aomori
- Sony Sendai
- Atletico Suzuka
- Tiamo Hirakata
- Tochigi Uva
- Yokogawa Musashino
- Veertien Mie
- Verspah Ōita

## Albo d'oro

### Secondo livello (1992-1998)
- 1992  Yamaha Motors
- 1993  Shonan Bellmare
- 1994  Cerezo Osaka
- 1995  Fukuoka Blux
- 1996  Honda Motor
- 1997  Consadole Sapporo
- 1998  Tokyo Gas

### Terzo livello (1999-2013)
- 1999  Yokohama FC
- 2000  Yokohama FC
- 2001  Honda
- 2002  Honda
- 2003  Otsuka Pharma
- 2004  Otsuka Pharma
- 2005  Ehime

- 2006  Honda
- 2007  Sagawa Printing
- 2008  Honda
- 2009  Sagawa Shiga
- 2010  Gainare Tottori
- 2011  Sagawa Shiga
- 2012  V-Varen Nagasaki
- 2013  Nagano Parceiro

### Quarto livello (dal 2014)
- 2014  Honda
- 2015  Sony Sendai
- 2016  Honda
- 2017  Honda
- 2018  Honda
- 2019  Honda
- 2020  Verspah Ōita
- 2021  Iwaki
- 2022  Nara Club
- 2023  Honda
- 2024  Tochigi City